# Ruine Hasenburg (Bergdietikon)
Bei der Ruine Hasenburg handelt es sich um eine Burgstelle, die nicht mehr sichtbaren Überreste einer mittelalterlichen Burg auf dem Gebiet der Gemeinde Bergdietikon im Kanton Aargau.

## Geschichte
Wie bei der in der gleichen Gemeinde liegenden Ruine Kindhausen sind keine verwertbaren Quellen vorhanden. Über die Benützer ist nichts bekannt, es wird vermutet, dass sie als landgräfliche Wegwarte am Weg über den Mutschellen diente. 

## Bauwerk
Die Burg lag am östlichen Abhang des Reppischtales, östlich des Weiler Gwinden. Von der Burg waren 1868 noch Überreste sichtbar. Sie wurde aber danach als Steinbruch für den Strassen- und Häuserbau verwendet. Heute sind keine sichtbaren Spuren mehr vorhanden. Denn nach Ausgrabungen und Untersuchungen, durch Karl Heid zwischen 1936 und 1937, wurden die Fundamente wieder zugedeckt. 
Der Bau der Burg wird vermutlich im 11. Jahrhundert stattgefunden haben, wobei zuerst nur ein quadratischer Turm errichtet wurde. Dieser wurde auf drei Seiten, von einem ummauerten korbbogenförmigen Hof umschlossen. Zu einem späteren Zeitpunkt wurde dann an die Aussenseite der Ringmauer ein Palas mit Zwinger angebaut. Dieser Palas muss gegen Ende des 12. Jahrhunderts abgebrannt und wieder errichtet worden sein. Dabei wurde auch ein Schuppen oder Stall gebaut. Mitte des 13. Jahrhunderts wurde die Burg zerstört und aufgegeben.